# 233
233（二百三十三、にひゃくさんじゅうさん）は自然数、また整数において、232の次で234の前の数である。 

## 性質
- 233は51番目の素数である。1つ前は229、次は239。
  - 約数の和は234。
- 233 = 233 + 0 × ω (ωは1の虚立方根)
  - a + 0 × ω (a > 0) で表される26番目のアイゼンシュタイン素数である。1つ前は227、次は239。
- 13番目のフィボナッチ数である。1つ前は144、次は377。
  - 6番目のフィボナッチ素数である。1つ前は89、次は1597。
- 16番目のソフィー・ジェルマン素数である。1つ前は191、次は239。
  - 2つ以上の連続する素数が共にソフィー・ジェルマン素数となる5番目の数である。1つ前は（173, 179）、次は（653, 659）。(オンライン整数列大辞典の数列 A339474)
- 9番目の非正則素数である。1つ前は157、次は257。
- すべての桁が素数である26番目の数である。1つ前は232、次は235。(オンライン整数列大辞典の数列 A046034)
  - すべての桁が素数で素数になる11番目の数である。1つ前は227、次は257。(オンライン整数列大辞典の数列 A019546)
  - 2 と 3 を使った3番目の素数である。1つ前は223、次は2333。(オンライン整数列大辞典の数列 A020458)
  - a = 2 、b = 3 のときの ab…b の形で表せる28番目の素数である。1つ前は211、次は277。(オンライン整数列大辞典の数列 A061022)
  - 23…3 の形の2番目の素数である。1つ前は23、次は2333。(オンライン整数列大辞典の数列 A093672)
- 連続する11個の素数の和で表せる3番目の数である。1つ前は195、次は271。
233 = 5 + 7 + 11 + 13 + 17 + 19 + 23 + 29 + 31 + 37 + 41
  - 連続する11個の素数の和で表せる最小の素数である。次は271。
- 各位の平方和が22になる最小の数である。次は323。(オンライン整数列大辞典の数列 A003132)
  - 各位の平方和が n になる最小の数である。1つ前の21は124、次の23は1233。(オンライン整数列大辞典の数列 A055016)
- 各位の立方和が62になる最小の数である。次は323。(オンライン整数列大辞典の数列 A055012)
  - 各位の立方和が n になる最小の数である。1つ前の61は1122223、次の63は1233。(オンライン整数列大辞典の数列 A165370)
- 1/233 は循環節の長さが232の循環小数となる。
  - 逆数が循環小数になる数で循環節が232になる最小の数である。次は466。
  - 循環節が n − 1 である巡回数を作る20番目の素数である。1つ前は229、次は257。
  - 循環節が n になる最小の数である。1つ前の231は2311、次の233は467。(オンライン整数列大辞典の数列 A003060)
- 233 = 82 + 132
  - 異なる2つの平方数の和で表せる71番目の数である。1つ前は232、次は234。(オンライン整数列大辞典の数列 A004431)
- 233 = 12 + 62 + 142 = 22 + 22 + 152 = 52 + 82 + 122
  - 3つの平方数の和3通りで表せる28番目の数である。1つ前は227、次は237。(オンライン整数列大辞典の数列 A025323)
- 233 = 12 + 62 + 142 = 52 + 82 + 122
  - 異なる3つの平方数の和2通りで表せる38番目の数である。1つ前は229、次は238。(オンライン整数列大辞典の数列 A025340)
- 233 = 13 + 23 + 23 + 63
  - 4つの正の数の立方数の和で表せる51番目の数である。1つ前は226、次は240。(オンライン整数列大辞典の数列 A003327)
- 10番目のマルコフ数である。1つ前は194、次は433。
  - 12 + 892 + 2332 = 3 × 1 × 89 × 233
- 各位の和が8になる21番目の数である。1つ前は224、次は242。
  - 各位の和が8になる数で素数になる5番目の数である。1つ前は107、次は251。(オンライン整数列大辞典の数列 A062343)

## その他 233 に関連すること
- 西暦233年
- JR東日本E233系電車
- 第233代ローマ教皇はパウルス5世（在位：1605年5月16日～1621年1月28日）である。
- 中国語圏でのネットスラング「2333333」のように3が続く。「笑う」という意味である。[1]日本語のネットスラング「www」と似ている。（中国のBBSの「猫扑」からの言葉である。）